# 2023년 FIBA 농구 월드컵
2023년 FIBA 농구 월드컵(영어: 2023 FIBA Basketball World Cup)은 2023년 8월 25일부터 9월 10일까지 필리핀, 일본, 인도네시아에서 개최된 19번째 FIBA 농구 월드컵이다.

## 개최 도시 및 경기장
| 필리핀                            | 필리핀                            | 필리핀                            | 필리핀                            | 필리핀                            | 필리핀                            |
| --------------------------------- | --------------------------------- | --------------------------------- | --------------------------------- | --------------------------------- | --------------------------------- |
| 필리핀 아레나 (보카우에)          | 필리핀 아레나 (보카우에)          | 아레네타 콜리세움 (케손시티)      | 아레네타 콜리세움 (케손시티)      | 몰 오브 아시아 아레나 (파사이)    | 몰 오브 아시아 아레나 (파사이)    |
| 수용 인원: 55,000명               | 수용 인원: 55,000명               | 수용 인원: 15,000명 (개조 경기장) | 수용 인원: 15,000명 (개조 경기장) | 수용 인원: 16,500명 (개조 경기장) | 수용 인원: 16,500명 (개조 경기장) |
|                                   |                                   |                                   |                                   |                                   |                                   |
| 인도네시아                        | 인도네시아                        | 인도네시아                        | 일본                              | 일본                              | 일본                              |
| 인도네시아 아레나 (자카르타)      | 인도네시아 아레나 (자카르타)      | 인도네시아 아레나 (자카르타)      | 오키나와 아레나 (오키나와)        | 오키나와 아레나 (오키나와)        | 오키나와 아레나 (오키나와)        |
| 수용 인원: 16,000명 (신축 경기장) | 수용 인원: 16,000명 (신축 경기장) | 수용 인원: 16,000명 (신축 경기장) | 수용 인원: 10,000명 (신축 경기장) | 수용 인원: 10,000명 (신축 경기장) | 수용 인원: 10,000명 (신축 경기장) |
|                                   |                                   |                                   |                                   |                                   |                                   |

## 참가 예선
공동 개최국인 필리핀과 일본은 개최국 자격으로 출전권을 획득했다. 그러나 국제 농구 연맹(FIBA)은 인도네시아 대표팀이 세계 규모 대회에 참가할 경쟁력이 부족하다고 판단하여 2021년까지 국제적인 경쟁력을 갖추고 2022년 FIBA 아시아컵에서 상위 8위 이내의 성적을 낼 것을 요구했다. 인도네시아는 아시아컵 본선 진출을 확정하고 조별 리그를 통과했으나 16강에서 중국에게 패하면서 첫 농구 월드컵 출전권 확보에 실패했다. 농구 월드컵 역사상 개최국이 출전권을 획득하지 못한 것은 이번이 처음이다.
80개 국가대표팀이 지역 예선을 통해 월드컵 예선에 진출했다. 유럽과 아메리카 지역의 경우 해당 지역의 사전 예선을 통해 추가 팀이 자격을 얻었다. 아프로바스켓과 아시아컵에 참가하는 팀은 해당 지역의 예선에도 참가했으며 유럽 예선의 일환으로 벨라루스와 튀르키예 간의 예선 첫 경기가 2021년 11월 25일 민스크에서 열렸다. 월드컵 예선 추첨은 2021년 8월 31일 스위스 미스의 파트리크 바우만 농구 하우스에서 열렸다.
2023년 2월 27일 6차 예선이 종료되면서 월드컵 본선 진출국 32개 대표팀이 확정되었다.

### 참가국

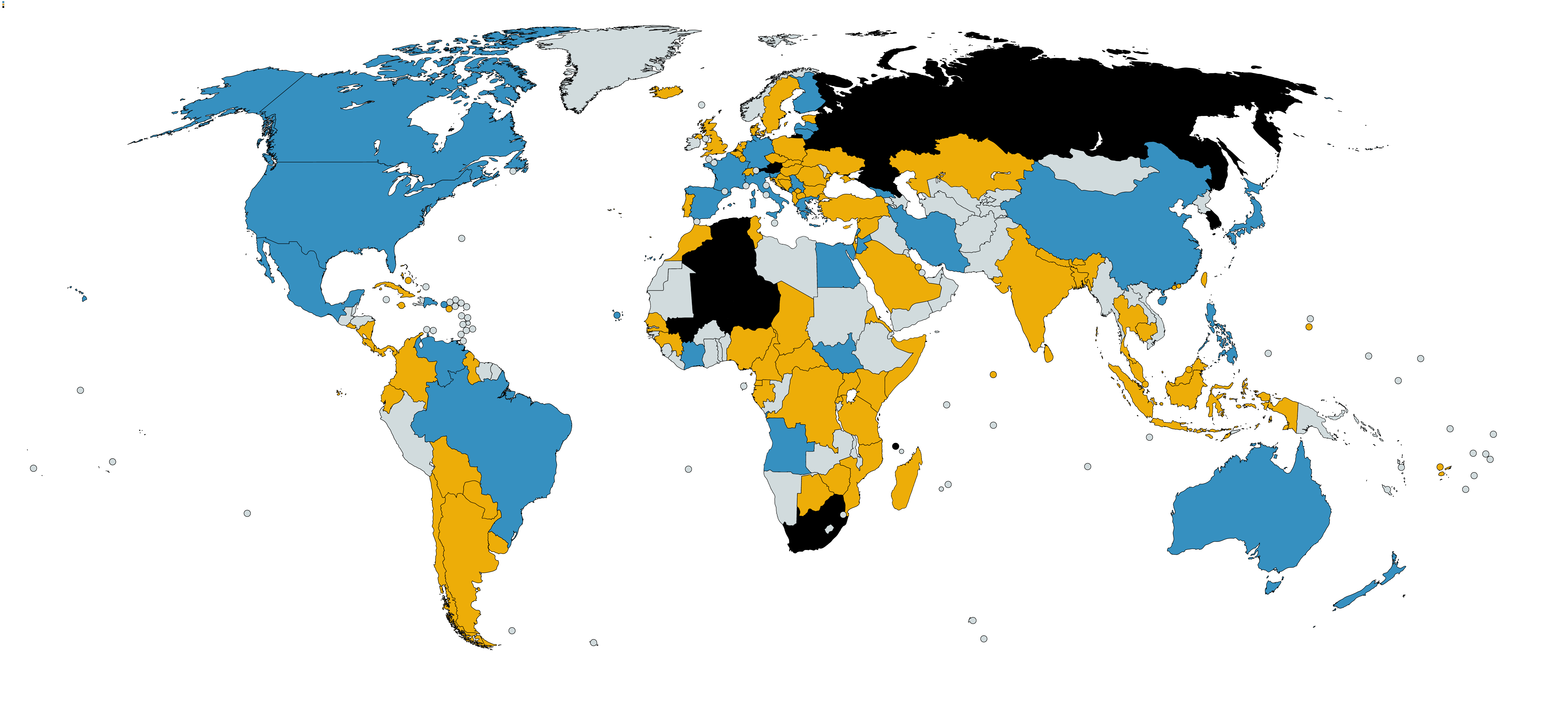
2023년 농구 월드컵 참가국:
예선 통과 국가
예선 탈락 국가
예선 기권 및 실격 국가
예선 불참 국가

2022년 8월 28일 핀란드와 코트디부아르가 각각 유럽과 아프리카에서 각각 예선을 통과한 첫 번째 팀이 되었다. 다음날 뉴질랜드는 개최국인 일본과 필리핀을 제외하고 토너먼트에 진출한 최초의 아시아 팀이 되었다. 2022년 11월 10일 캐나다는 아메리카에서 본선 진출 자격을 얻은 첫 번째 팀이 되었다.
라트비아, 남수단, 조지아, 카보베르데는 최초로 FIBA 농구 월드컵 출전권을 얻었으며 특히 카보베르데는 농구 월드컵 역사상 가장 국가 규모가 작은 참가국이 되었다.
브라질과 미국도 본선 진출권을 확보해 1950년 농구 월드컵이 시작된 이후 연속으로 역대 모든 월드컵 대회에 참가하는 국가가 되었다.
| 아프리카 (5) - 앙골라 (41) - 카보베르데 (64) (첫 출전) - 이집트 (55) - 코트디부아르 (42) - 남수단 (62) (첫 출전) | 아메리카 (7) - 브라질 (13) - 캐나다 (15) - 도미니카 공화국 (23) - 멕시코 (31) - 푸에르토리코 (20) - 미국 (2) - 베네수엘라 (17) | 아시아 & 오세아니아 (8) - 오스트레일리아 (3) - 중화인민공화국 (27) - 이란 (22) - 일본 (36) (개최국) - 요르단 (33) - 레바논 (43) - 뉴질랜드 (26) - 필리핀 (40) (개최국) | 유럽 (12) - 핀란드 (24) - 프랑스 (5) - 조지아 (32) (첫 출전) - 독일 (11) - 그리스 (9) - 이탈리아 (10) - 라트비아 (29) (첫 출전) - 리투아니아 (8) - 몬테네그로 (18) - 세르비아 (6) - 슬로베니아 (7) - 스페인 (1) |  |

### 시드 배정
A조, C조, E조, G조
| 포트 1                                                                        | 포트 3                                               | 포트 5                                                         | 포트 7                                                                   |
| ----------------------------------------------------------------------------- | ---------------------------------------------------- | -------------------------------------------------------------- | ------------------------------------------------------------------------ |
| 필리핀 (40) (개최국) (A조) · 스페인 (1) · 미국 (2) (C조) · 오스트레일리아 (3) | 그리스 (9) · 이탈리아 (10) · 독일 (11) · 브라질 (13) | 이란 (22) · 도미니카 공화국 (23) · 핀란드 (24) · 뉴질랜드 (26) | 요르단 (33) · 일본 (36) (개최국) (E조) · 앙골라 (41) · 코트디부아르 (42) |

B조, D조, F조, H조
| 포트 2                                                            | 포트 4                                                                    | 포트 6                                                          | 포트 8                                                    |
| ----------------------------------------------------------------- | ------------------------------------------------------------------------- | --------------------------------------------------------------- | --------------------------------------------------------- |
| 프랑스 (5) · 세르비아 (6) · 슬로베니아 (7) (F조) · 리투아니아 (8) | 캐나다 (15) (H조) · 베네수엘라 (17) · 몬테네그로 (18) · 푸에르토리코 (20) | 중화인민공화국 (27) · 라트비아 (29) · 멕시코 (31) · 조지아 (32) | 레바논 (43) · 이집트 (55) · 남수단 (62) · 카보베르데 (64) |

## 1라운드

### A조
| 2023년 8월 25일 |  |       |  |                 |  |
| 앙골라          |  | 67–81 |  | 이탈리아        |  |
| 도미니카 공화국 |  | 87–81 |  | 필리핀          |  |
| 2023년 8월 27일 |  |       |  |                 |  |
| 이탈리아        |  | 82–87 |  | 도미니카 공화국 |  |
| 필리핀          |  | 70–80 |  | 앙골라          |  |
| 2023년 8월 29일 |  |       |  |                 |  |
| 앙골라          |  | 67–75 |  | 도미니카 공화국 |  |
| 필리핀          |  | 83–90 |  | 이탈리아        |  |

### B조
| 2023년 8월 26일 |  |             |  |                |  |
| 남수단          |  | 96–101 (OT) |  | 푸에르토리코   |  |
| 세르비아        |  | 105–63      |  | 중화인민공화국 |  |
| 2023년 8월 28일 |  |             |  |                |  |
| 중화인민공화국  |  | 69–89       |  | 남수단         |  |
| 푸에르토리코    |  | 77–94       |  | 세르비아       |  |
| 2023년 8월 30일 |  |             |  |                |  |
| 남수단          |  | 83–115      |  | 세르비아       |  |
| 중화인민공화국  |  | 89–107      |  | 푸에르토리코   |  |

### C조
| 2023년 8월 26일 |  |            |  |          |  |
| 요르단          |  | 71–92      |  | 그리스   |  |
| 미국            |  | 99–72      |  | 뉴질랜드 |  |
| 2023년 8월 28일 |  |            |  |          |  |
| 뉴질랜드        |  | 95–87 (OT) |  | 요르단   |  |
| 그리스          |  | 81–109     |  | 미국     |  |
| 2023년 8월 30일 |  |            |  |          |  |
| 미국            |  | 110–62     |  | 요르단   |  |
| 그리스          |  | 83–74      |  | 뉴질랜드 |  |

### D조
| 2023년 8월 25일 |  |        |  |            |  |
| 멕시코          |  | 71–91  |  | 몬테네그로 |  |
| 이집트          |  | 67–93  |  | 리투아니아 |  |
| 2023년 8월 27일 |  |        |  |            |  |
| 몬테네그로      |  | 89–74  |  | 이집트     |  |
| 리투아니아      |  | 96–66  |  | 멕시코     |  |
| 2023년 8월 29일 |  |        |  |            |  |
| 이집트          |  | 100–72 |  | 멕시코     |  |
| 몬테네그로      |  | 71–91  |  | 리투아니아 |  |

### E조
| 2023년 8월 25일 |  |        |  |                |  |
| 핀란드          |  | 72–98  |  | 오스트레일리아 |  |
| 독일            |  | 81–63  |  | 일본           |  |
| 2023년 8월 27일 |  |        |  |                |  |
| 오스트레일리아  |  | 82–85  |  | 독일           |  |
| 일본            |  | 98–88  |  | 핀란드         |  |
| 2023년 8월 29일 |  |        |  |                |  |
| 독일            |  | 101–75 |  | 핀란드         |  |
| 오스트레일리아  |  | 109–89 |  | 일본           |  |

### F조
| 2023년 8월 26일 |  |        |  |            |  |
| 카보베르데      |  | 60–85  |  | 조지아     |  |
| 슬로베니아      |  | 100–85 |  | 베네수엘라 |  |
| 2023년 8월 28일 |  |        |  |            |  |
| 베네수엘라      |  | 75–81  |  | 카보베르데 |  |
| 조지아          |  | 67–88  |  | 슬로베니아 |  |
| 2023년 8월 30일 |  |        |  |            |  |
| 조지아          |  | 70–59  |  | 베네수엘라 |  |
| 슬로베니아      |  | 92–77  |  | 카보베르데 |  |

### G조
| 2023년 8월 26일 |  |        |  |              |  |
| 이란            |  | 59–100 |  | 브라질       |  |
| 스페인          |  | 94–64  |  | 코트디부아르 |  |
| 2023년 8월 28일 |  |        |  |              |  |
| 코트디부아르    |  | 71–69  |  | 이란         |  |
| 브라질          |  | 78–96  |  | 스페인       |  |
| 2023년 8월 30일 |  |        |  |              |  |
| 코트디부아르    |  | 77–89  |  | 브라질       |  |
| 이란            |  | 65–85  |  | 스페인       |  |

### H조
| 2023년 8월 25일 |  |        |  |          |  |
| 라트비아        |  | 109–70 |  | 레바논   |  |
| 캐나다          |  | 95–65  |  | 프랑스   |  |
| 2023년 8월 27일 |  |        |  |          |  |
| 레바논          |  | 73–128 |  | 캐나다   |  |
| 프랑스          |  | 86–88  |  | 라트비아 |  |
| 2023년 8월 29일 |  |        |  |          |  |
| 레바논          |  | 79–85  |  | 프랑스   |  |
| 캐나다          |  | 101–75 |  | 라트비아 |  |

## 최종 순위
| 결승전 진출   |                 |
| 1             | 독일            |
| 2             | 세르비아        |
| 준결승전 진출 |                 |
| 3             | 캐나다          |
| 4             | 미국            |
| 5~8위         |                 |
| 5             | 라트비아        |
| 6             | 리투아니아      |
| 7             | 슬로베니아      |
| 8             | 이탈리아        |
| 9~12위        |                 |
| 9             | 스페인          |
| 10            | 오스트레일리아  |
| 11            | 몬테네그로      |
| 12            | 푸에르토리코    |
| 13~16위       |                 |
| 13            | 브라질          |
| 14            | 도미니카 공화국 |
| 15            | 그리스          |
| 16            | 조지아          |
| 17~20위       |                 |
| 17            | 남수단          |
| 18            | 프랑스          |
| 19            | 일본            |
| 20            | 이집트          |
| 21~24위       |                 |
| 21            | 핀란드          |
| 22            | 뉴질랜드        |
| 23            | 레바논          |
| 24            | 필리핀          |
| 25~28위       |                 |
| 25            | 멕시코          |
| 26            | 앙골라          |
| 27            | 코트디부아르    |
| 28            | 카보베르데      |
| 29~32위       |                 |
| 29            | 중화인민공화국  |
| 30            | 베네수엘라      |
| 31            | 이란            |
| 32            | 요르단          |